# 헤다 베른트센
헤다 헬레네 베른트센(노르웨이어: Hedda Helene Berntsen, 1976년 4월 24일~)은 노르웨이의 전직 프리스타일 스키, 알파인 스키 선수로 주 종목은 스키크로스이다. 노르웨이 알파인 스키 국가대표로 2020년 동계 올림픽에 참가했고 세계 선수권 대회에서 동메달 1개를 획득했다. 이후 프리스타일 스키로 전향한 후 2010년 동계 올림픽에서 여자 스키크로스 은메달을 획득했다.